# Petrophora innata
Petrophora innata är en fjärilsart som beskrevs av Fabricius 1794. Petrophora innata ingår i släktet Petrophora och familjen mätare. Inga underarter finns listade i Catalogue of Life.